# Lelija

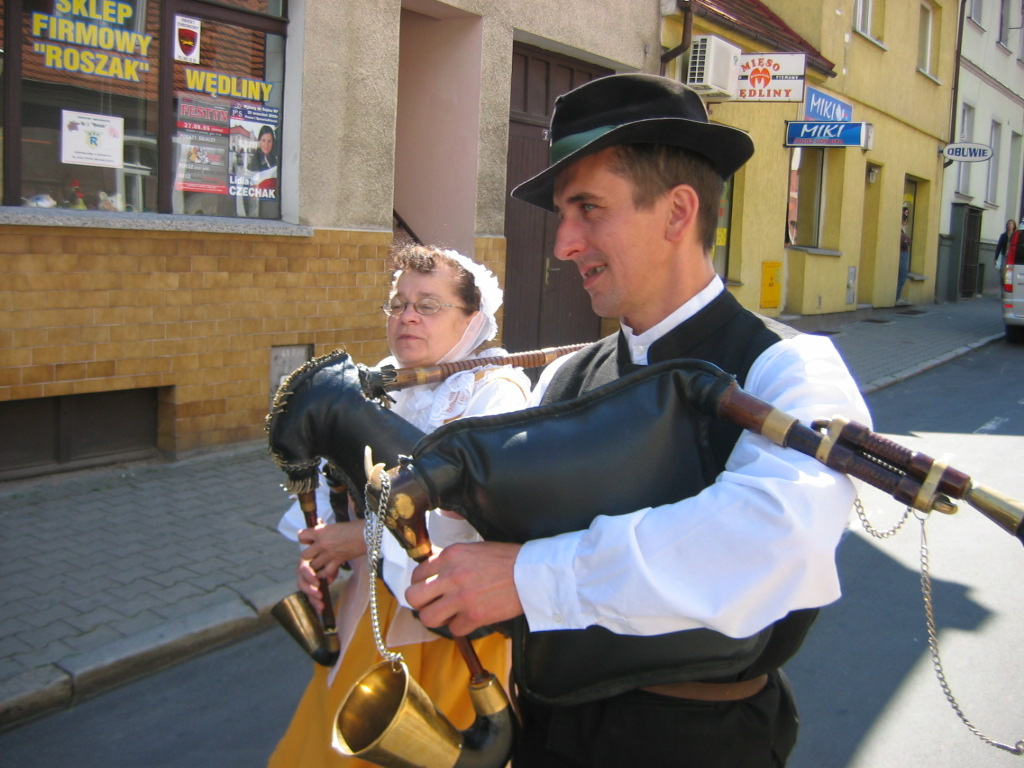
Mężczyzna grający na dudach wielkopolskich i kobieta grająca na koźle czarnym

Lelija - ludowa melodia dudziarska pochodząca z Wielkopolski. W kraju znana jest lepiej w opracowaniu Jerzego Krzemińskiego, który użył jej w piosence Te opolskie dziouchy napisanej dla zespołu No To Co. Ze względu na tę aranżację, melodię często błędnie uważa się za śląską.
Piosenka ma 2 znane teksty: wielkopolski i śląski.

Lelija, lelija z wysokiego ziela

nie będziesz widziała mojego wesela

bo moje wesele za Krakowem będzie

na moim weselu siedmiu królów będzie

Będą tam królowie i moi drużbowie

będą mi przypinac wianeczek na głowie

oby tak Pan Jezus, Matka Boska dała

żebym ja w tym wianku zaraz umierała

Chłopcy by mnie nieśli, kapela by grała

ojciec by sie smucił, matka by płakała

nie płacz ty matulu, bo pójde do nieba

bo tam na tym świecie panienek potrzeba  